# 博斯特威克 (喬治亞州)
博斯特威克（英語：Bostwick）是一個位於美國喬治亞州摩根縣的城鎮。

## 地理
博斯特威克的座標為33°44′14″N 83°30′54″W / 33.73722°N 83.51500°W，而該地的平均海拔高度為232米（即761英尺）。

## 人口
根據2010年美國人口普查的數據，博斯特威克的面積為8.00平方千米，當中陸地面積為8.00平方千米，而水域面積為0.00平方千米。當地共有人口365人，而人口密度為每平方千米46人。